# میریام شاپیرو
میریام شاپیرو ((به انگلیسی: Miriam Schapiro) ۱۵ نوامبر ۱۹۲۳–۲۰ ژوئن ۲۰۱۵) هنرمند آمریکایی متولد تورنتو کانادا بود. وی یکی از پیشروان هنر فمینیستی می‌باشد. وی در دانشگاه آیووا درس خوانده و همان‌جا با پاول براک آشنا شده و در سال ۱۹۴۶ ازدواج کردند. در سال ۱۹۵۱ آن‌ها به نیویورک نقل مکان کردند؛ و با بسیاری از هنرمندان اکپرسیونیسم انتزاعی به ویژه در زمینه هارد ادج آشنا شدند. در سال ۱۹۷۰به کالیفرنیا رفته و برنامه هنر فمینیستی را به همراه جودی شیکاگو در موئسسه هنرهای کالیفرنیا راه‌اندازی کردند. شاپیرو شش دکترای افتخاری و امتیاز ازکشورهای مختلف دریافت کرده‌است.

وی در تاریخ ۲۰ ژوئن ۲۰۱۵ در ۹۱ سالگی در نیویورک درگذشت.